# 屏東市國民運動中心
屏東市國民運動中心是屏東縣第一座國民運動中心，採OT（屏東市公所興建、民間廠商經營）方式經營。位於屏東市千禧公園內、屏東市立游泳池旁，於2013年10月6日動土，2015年3月完工，2015年8月1日試營運，2015年8月8日正式營運。

## 沿革
屏東市公所近年來積極推動健康城市計畫，並配合行政院核定關於民眾的運動環境與健康著想所設立國民運動中心的計畫，立即爭取設立屏東縣首座國民運動中心，透過多樣化、合理價格的休閒運動環境，增加參與運動意識的人數，並增強民眾健康體能狀況。「一躍而起的人形，象徵無限活力」此圖案代表著屏東運動風氣的蓬勃發展。其目標為提供各式各樣的運動設施，來提升民眾的運動比率。運動中心以OT方式委由文賢開發休閒育樂股份有限公司營運，營運合約至2021年8月，6年期滿後文賢公司放棄優先議約權，2021年7月重新招標後，由阿堤斯股份有限公司獲得優先議價權，預計於8月8日起接手。

## 設施介紹
主建築設計有四層樓：
- 4F：籃球場、羽球場、韻律教室、幼兒體操館[13]
- 3F：桌球館、飛輪教室、TRX教室、韻律教室、一對一教室、多功能教室及兒童遊戲館[13]
- 2F：重量訓練室、心肺訓練室、韻律教室[13]
- 1F：大廳、行政辦公室、直排輪場、撞球室、室內外泳池[13]

## 週邊設施
- 屏東市立游泳池
- 千禧公園：屏東市第二大的公園，是都市叢林中難得的「都市之肺」[10][14]，屏東縣立圖書館也位於其中。
- 屏東縣文化處[15]
- 屏東縣政府衛生局
- 衛生福利部屏東醫院
- 屏東縣立體育館

## 外部連結
- 屏東市國民運動中心 （页面存档备份，存于）